# Sara Gross
Sara Gross (* 26. März 1976 in Sarnia) ist eine ehemalige Duathletin und Triathletin aus Kanada, die bis 2007 für das Vereinigte Königreich startete. Sie ist Triathlon-Europameisterin auf der Langdistanz (2005) und Ironman-Siegerin (2014).

## Werdegang
1991 zog Sara Gross als damals 14-Jährige mit ihren Eltern in die Vereinigten Arabischen Emirate und lebte einige Jahre in Dubai. Sie besuchte später in Schottland die Dollar Academy.
Seit 1999 betreibt Sara Gross Triathlon und sie wurde 2003 in Spanien auf Ibiza im Alter von 27 Jahren Weltmeisterin auf der Langdistanz in ihrer Altersgruppe (25–29 Jahre).
2005 wurde sie in Schweden Triathlon-Europameisterin über die Langdistanz (4 km Schwimmen, 120 km Radfahren und 30 km Laufen). 2006 schloss sie ihr Studium an der Universität Edinburgh ab. Bis 2007 startete sie für das Vereinigte Königreich und seither für Kanada.
Im Mai 2014 gewann sie den Ironman Brasil. Im August konnte sie die Nordamerikanischen Meisterschaften für sich entscheiden und das Rennen in Kanada mit neuem Streckenrekord gewinnen.

In der Saison 2016 startete sie für das Bahrain Elite Endurance Triathlon Team und Ende des Jahres erklärte die 40-Jährige ihre Profi-Karriere für beendet.

### Privates
Sara Gross lebt mit ihrem Partner Clint Lien, von dem sie früher auch trainiert wurde, in Penticton (British Columbia).

## Sportliche Erfolge
| Datum/Jahr    | Rang | Wettbewerb           | Austragungsort | Zeit     | Bemerkung |
| ------------- | ---- | -------------------- | -------------- | -------- | --------- |
| 31. Juli 2011 | 2    | Ironman 70.3 Calgary | Calgary        | 04:34:27 | [ 2 ]     |
| 27. Sep. 2009 | 6    | Ironman 70.3 Augusta | Augusta        | 04:26:33 | [ 3 ]     |

| Datum/Jahr    | Rang | Wettbewerb                                           | Austragungsort | Zeit     | Bemerkung                                                                                |
| ------------- | ---- | ---------------------------------------------------- | -------------- | -------- | ---------------------------------------------------------------------------------------- |
| 17. Aug. 2014 | 1    | Ironman Mont-Tremblant                               | Québec         | 09:40:26 |                                                                                          |
| 25. Mai 2014  | 1    | Ironman Brasil                                       | Florianópolis  | 08:56:35 | persönliche Ironman-Bestzeit                                                             |
| 26. Mai 2013  | 2    | Ironman Brasil                                       | Florianópolis  | 09:08:37 |                                                                                          |
| 27. Nov. 2011 | 6    | Ironman Mexico                                       | Cozumel        | 09:56:29 | [ 4 ]                                                                                    |
| 28. Aug. 2011 |      | Ironman Canada                                       | Penticton      | 09:46:56 |                                                                                          |
| 2008          | 20   | Ironman Hawaii                                       | Hawaii         | 10:06:10 |                                                                                          |
| 26. Aug. 2007 | 2    | Ironman Canada                                       | Penticton      | 10:42:08 |                                                                                          |
| 24. Juni 2007 | 5    | ETU Long Distance Triathlon European Championships   | Brasschaat     | 04:14:37 | Europameisterschaft auf der Langdistanz                                                  |
| 2007          | 4    | Ironman Austria                                      | Klagenfurt     |          |                                                                                          |
| 2007          | 5    | ITU Long Distance Triathlon World Championships      | Lorient        |          |                                                                                          |
| 2007          | 5    | Ironman Brasil                                       | Florianópolis  |          |                                                                                          |
| 2006          | 5    | Ironman Canada                                       | Penticton      |          |                                                                                          |
| 19. Nov. 2006 | 6    | ITU Long Distance Triathlon World Championships      | Canberra       | 07:06:46 |                                                                                          |
| 3. Dez. 2006  | 2    | Ironman Western Australia                            | Busselton      | 09:15:34 | zweiter Rang hinter der Dänin Lisbeth Kristensen                                         |
| 2005          | 3    | Ironman South Africa                                 | Port Elizabeth |          |                                                                                          |
| 3. Juli 2005  | 1    | ETU Long Distance Triathlon European Championships   | Säter          | 06:40:49 | Europameisterin über die Langdistanz (4 km Schwimmen, 120 km Radfahren und 30 km Laufen) |
| 2005          | 11   | ITU Long Distance Triathlon World Championships      | Fredericia     |          |                                                                                          |
| 28. Aug. 2005 | 5    | Ironman Canada                                       | Penticton      | 10:03:55 |                                                                                          |
| 2004          | DNF  | Ironman Hawaii                                       | Hawaii         | –        |                                                                                          |
| 2004          | 6    | ITU Long Distance Triathlon World Championships      | Säter          |          |                                                                                          |
| 2004          | 4    | Ironman Switzerland                                  | Zürich         | 09:43:29 |                                                                                          |
| 2004          | 4    | Ironman Canada                                       | Penticton      | 09:54:27 |                                                                                          |
| 2003          | 1    | ITU Long Distance Triathlon World Championship 25-29 | Ibiza          | 06:51:11 | Sieg und Weltmeisterin in der Altersgruppe 25–29                                         |

(DNF – Did Not Finish)